# 义洲街道
义洲街道是位于中国福建省福州市台江区西部的一个街道。义洲街道土地面积1.25平方公里，东面为洋中街道，西面为闽江，南面为延平路，北面为工业路，白马河横贯地区中心。明代“南台十景”之一的“白马观潮”就在义洲街道的白马河。

## 名称由来
义洲原为闽江水域，北宋后由于泥沙淤积渐渐形成沙洲。当时闽江经常洪水泛滥，汛期均有锣夫驻守值班，该洲被称为锣夫洲。又因锣夫洲处于其他洲外围，又被称为外洲。因福州方言中“外”与“义”同音，故称义洲。

## 行政区划
义洲街道下辖以下地区：
浦东社区、泰山社区、浦西社区、奋斗社区和保兴社区。

## 文物古迹
义洲街道内南禅山原有南禅寺。民国6年（1917年），南禅寺焚于火灾之中。浦西社区（浦西村）内留存有明教遗迹建筑浦西境福寿宫。

## 相关人物
中国化学家侯德榜的出生地坡尾乡位于现在的义洲街道。